# ادو گیل
ادو گیل (انگلیسی: Edu Gil؛ زادهٔ ۹ دسامبر ۱۹۹۰) بازیکن فوتبال اهل اسپانیا است.
از باشگاه‌هایی که در آن بازی کرده‌است می‌توان به باشگاه فوتبال نومانسیا اشاره کرد.